# 武冈市
武冈市是中华人民共和国湖南省邵阳市代管的一个县级市，位于湖南省西南部，地处云贵高原、江南丘陵和南岭山脉的过渡地带。全市总面积1549平方千米，常住人口约62.01万人（2023年末数据），市人民政府驻迎春亭街道。

## 地名由来
《元和郡县志》卷29邵州武冈县：“因武冈为名。”按，县北5里有武冈山，亦名保山。《水经·资水注》：资水“东北逕邵陵郡武冈县南，县分都梁之所置也。县左右二冈对峙，重阻齐秀，间可二里，旧传后汉伐五溪蛮，蛮保此冈，故曰武冈，县即其称焉”。

## 人口
根据第七次全国人口普查数据，截至2020年11月1日零时，武冈市常住人口为640,181人。2022年末，全市常住人口为62.6万人，城镇化率为50.88%。2023年末，常住人口进一步减少至62.01万人，城镇化率提升至51.56%。

## 历史
西汉屬都梁侯国，东汉设都梁縣。孫吳易名武冈县，以境内云山而得名。西晋恢复为都梁县，隋并入邵阳县。不久后又析置武攸县，唐初更名为武冈县。宋升为武冈军，元改武冈路，明改武冈州，为宗亲岷王的封地。1913年，中華民國北京政府全國废州改县，1994年中華人民共和國撤县设市，目前隶属于地级邵阳市。

## 地理
武冈地处南岭以北、雪峰山脉的东麓。资水贯穿市境，地形除中北部为河谷平原外，其余三面皆山。全市年平均气温16℃，降水量1391毫米。

## 农业
历来农业发达，盛产粮食、辣椒、茶叶、柑橘、卤菜、烤烟、生猪、铜鹅、油桐、油茶等各种农产品，有“金武冈”之称。武冈铜鹅肉质鲜嫩细腻，被誉为“世之名鹅”，曾载入《湖南家禽家畜品种志》，并与宁乡猪、洞庭湘莲一同列为湖南农业三宝。2007年元月，在北京市首届城市运营商大会上武冈被中国食品工业协会冠名为“中国卤菜之都”，武冈卤菜特色产业已有近千年发展史，一系列卤制品地国际、国内已经有一定份额。2007年，武冈被中国食品工业协会授予“中国卤菜之都”称号，进一步巩固了其在特色食品产业中的重要地位。

## 政治

### 现任领导
| 机构     | 武冈市人民政府 市长 | · 中国共产党 · 武冈市委员会 · 书记 | 武冈市人民代表大会 常务委员会 主任 | · 中国人民政治协商会议 · 武冈市委员会 · 主席 |
| -------- | ------------------- | ---------------------------------- | ---------------------------------- | -------------------------------------------- |
| 姓名     | 唐伟文              | 龚畅                               | 罗健                               | 殷绪成                                       |
| 民族     | 汉族                | 汉族                               | 汉族                               | 汉族                                         |
| 出生地   | 湖南省东安县        | 湖南省长沙市                       | 湖南省隆回县                       |                                              |
| 出生日期 | 1979年2月（46歲）   | 1975年1月（50歲）                  | 1971年9月（53歲）                  |                                              |
| 就任日期 | 2024年12月          | 2024年10月                         | 2021年10月                         | 2021年10月                                   |

## 名胜古迹
武冈古城墙建于宋代，城内外还有文庙、云山、法相岩等景点，其中云山相传是道教的七十二福地之一。

## 行政区划
武冈市下辖4个街道办事处、11个镇、3个乡：
辕门口街道、迎春亭街道、法相岩街道、水西门街道、邓元泰镇、湾头桥镇、文坪镇、荆竹铺镇、稠树塘镇、邓家铺镇、龙溪镇、司马冲镇、秦桥镇、双牌镇、大甸镇、马坪乡、晏田乡和水浸坪乡。

## 交通状况
武冈交通便利，通迅发达。境内有公路800多公里， 356国道和 219省道、 220省道两条省道贯通全市，且紧邻娄邵、京广、湘桂等铁路和 320国道，2009年7月14日开工的洞新高速为武冈腾飞增添翅膀。形成以高速公路为主，以主要省道为铺的四通八达的交通网络。2013年12月25日，洞新高速公路建成通车。
邵阳武冈机场已于2017年6月28日通航。2023年，机场全年完成飞机起降1578次，旅客吞吐量达10.49万人次，持续提升了对外联络能力和服务水平。